# Христозов, Николай
Николай Христозов (болг. Николай Димитров Христозов, 3 января 1931 — 15 мая 2015) — болгарский поэт, писатель

, публицист, переводчик и историк. Почётный гражданин Хасково и Софии, лауреат Димитровской премии.

## Биография
Переводил произведения Пабло Неруды, Владимира Набокова.
Его документальная книга «По следам „без вести пропавших“» легла в основу сценария одноимённого многосерийного фильма.

## Книги
Переводы на русский язык
- Христозов, Н. По следам «без вести пропавших». — М.: Политиздат, 1976. — 168 с.
- Христозов, Н. Гарнизонное стрельбище. — София: София-Пресс, 1986. — 328 с.
- Христозов, Н. По следам «без вести пропавших». Гарнизонное стрельбище. Границы оптимизма: Сборник. — М.: Прогресс, 1986. — 352 с.